# Warren Tchimbembé
Warren Tchimbembé (Gonesse, 21 aprile 1998) è un calciatore francese naturalizzato congolese (Repubblica del Congo), centrocampista del Vardar.

## Caratteristiche tecniche
È un esterno destro.

## Carriera

### Club
Cresciuto nel settore giovanile del Troyes, il 22 maggio 2018 firma il primo contratto professionistico, di durata triennale. Il 3 agosto seguente ha esordito in prima squadra, nella partita persa per 1-2 contro il Brest.
Il 24 luglio 2020 viene acquistato dal Metz, con cui si lega fino al 2024.

### Nazionale
Nel 2021 ha esordito nella nazionale congolese.

## Statistiche

### Presenze e reti nei club
Statistiche aggiornate al 13 ottobre 2023.
| Stagione        | Squadra         | Campionato      | Campionato | Campionato | Coppe nazionali | Coppe nazionali | Coppe nazionali | Coppe continentali | Coppe continentali | Coppe continentali | Altre coppe | Altre coppe | Altre coppe | Totale | Totale |
| Stagione        | Squadra         | Comp            | Pres       | Reti       | Comp            | Pres            | Reti            | Comp               | Pres               | Reti               | Comp        | Pres        | Reti        | Pres   | Reti   |
| --------------- | --------------- | --------------- | ---------- | ---------- | --------------- | --------------- | --------------- | ------------------ | ------------------ | ------------------ | ----------- | ----------- | ----------- | ------ | ------ |
| 2018-2019       | Troyes          | L2              | 5          | 0          | CF+CdL          | 0+1             | 0+1             | -                  | -                  | -                  | -           | -           | -           | 6      | 1      |
| 2019-2020       | Troyes          | L2              | 14         | 3          | CF+CdL          | 1+1             | 0               | -                  | -                  | -                  | -           | -           | -           | 16     | 3      |
| Totale Troyes   | Totale Troyes   | Totale Troyes   | 19         | 3          |                 | 3               | 1               |                    | -                  | -                  |             | -           | -           | 22     | 4      |
| 2020-2021       | Metz            | L1              | 15         | 0          | CF              | 1               | 0               | -                  | -                  | -                  | -           | -           | -           | 16     | 0      |
| 2021-gen. 2022  | Metz            | L1              | 9          | 0          | CF              | 0               | 0               | -                  | -                  | -                  | -           | -           | -           | 9      | 0      |
| ago.-nov. 2021  | Metz 2          | N2              | 2          | 0          |                 | -               | -               | -                  | -                  | -                  | -           | -           | -           | 2      | 0      |
| gen.-giu. 2022  | Mirandés        | SD              | 6          | 0          | CR              | -               | -               | -                  | -                  | -                  | -           | -           | -           | 6      | 0      |
| lug. 2022       | Metz            | L2              | 1          | 0          | CF              | -               | -               | -                  | -                  | -                  | -           | -           | -           | 1      | 0      |
| Totale Metz     | Totale Metz     | Totale Metz     | 25         | 0          |                 | 1               | 0               |                    | -                  | -                  |             | -           | -           | 26     | 0      |
| ago. 2022-2023  | Guingamp        | L2              | 21         | 1          | CF              | 2               | 0               | -                  | -                  | -                  | -           | -           | -           | 23     | 0      |
| gen. 2023       | Guingamp 2      | N2              | 1          | 0          |                 | -               | -               | -                  | -                  | -                  | -           | -           | -           | 1      | 0      |
| Totale carriera | Totale carriera | Totale carriera | 74         | 4          |                 | 6               | 1               |                    | -                  | -                  |             | -           | -           | 80     | 5      |